# Waldstadion Homburg
Le Waldstadion Homburg, auparavant connu sous le nom de Hauptkampfbahn, est un stade omnisports allemand, principalement utilisé pour le football, situé dans la ville de Hombourg, dans la Sarre.
Le stade, doté de 16 488 places et inauguré en 1937, sert d'enceinte à domicile à l'équipe de football du FC Hombourg.

## Histoire
Le stade ouvre ses portes en 1937 (à la suite de travaux réalisés par l'architecte Willy Schwilling, originaire de Ludwigshafen). Il est inauguré les 14 et 15 août 1937 sous le nom de Hauptkampfbahn, avec à la clé un festival sportif de district au cours duquel un match de football contre le SSV Jahn Ratisbonne a lieu.
Les tribunes sont construites en 1951.
En 1974, le stade change de nom pour s'appeler le Waldstadion, d'une capacité d'alors 38 000 places (en faisant un des plus importants stades de RFA).
Un tableau d'affichage électrique est installé en 1989 puis un éclairage de nuit est installé l'année suivante.
Lors de la Coupe du monde 2006 en Allemagne, le Waldstadion est le lieu d'entraînement de l'équipe nationale italienne.

## Événements

### Matchs internationaux de football
| Date             | Compétition  | Équipes                            | Score | Affluence |
| ---------------- | ------------ | ---------------------------------- | ----- | --------- |
| 19 novembre 1952 | Match amical | Sarre— Allemagne B                 | 3-4   | —         |
| 1er mars 2006    | Match amical | Allemagne féminine— Chine féminine | 0-1   | —         |

## Galerie

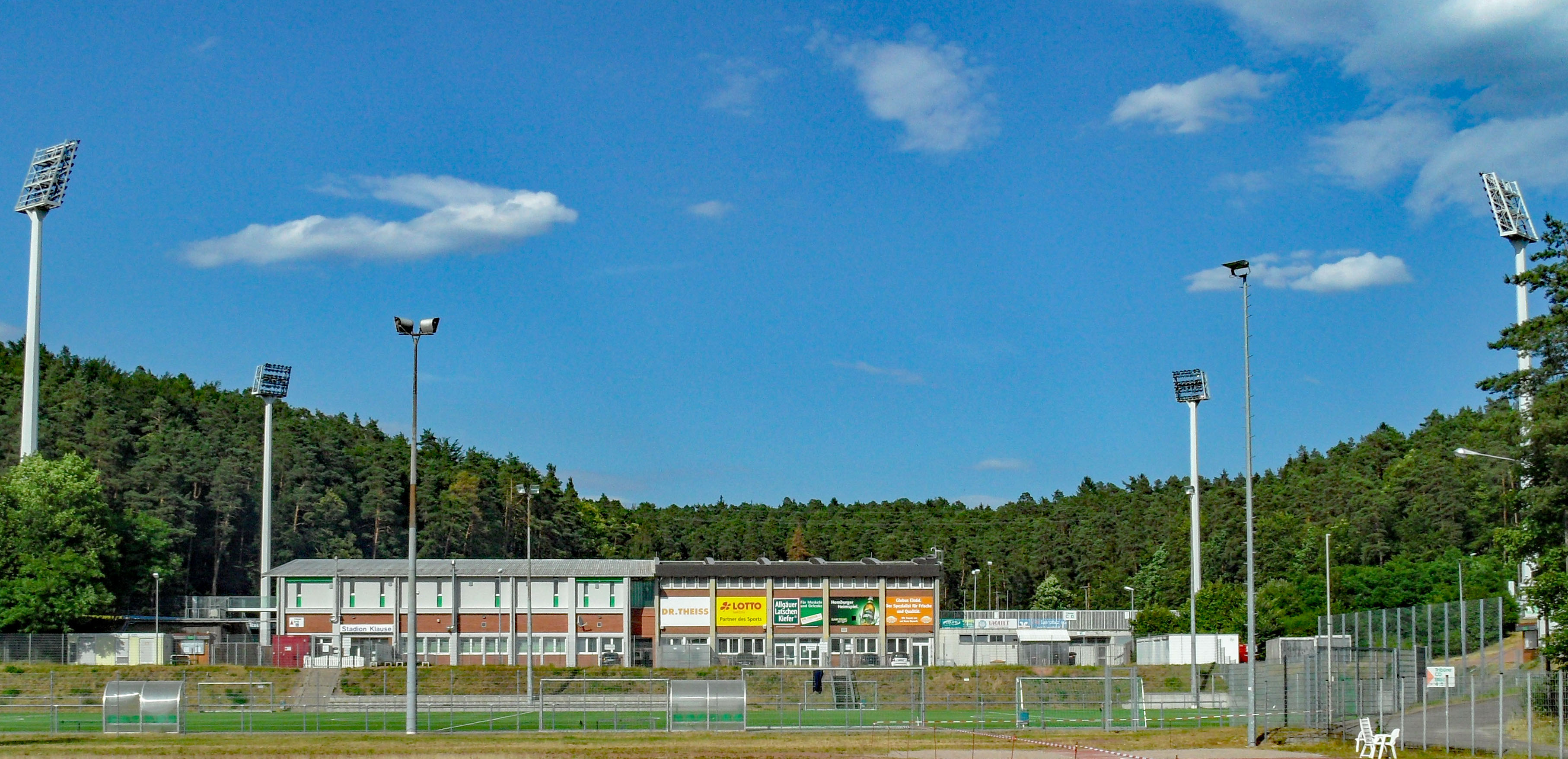
Vue extérieure du stade
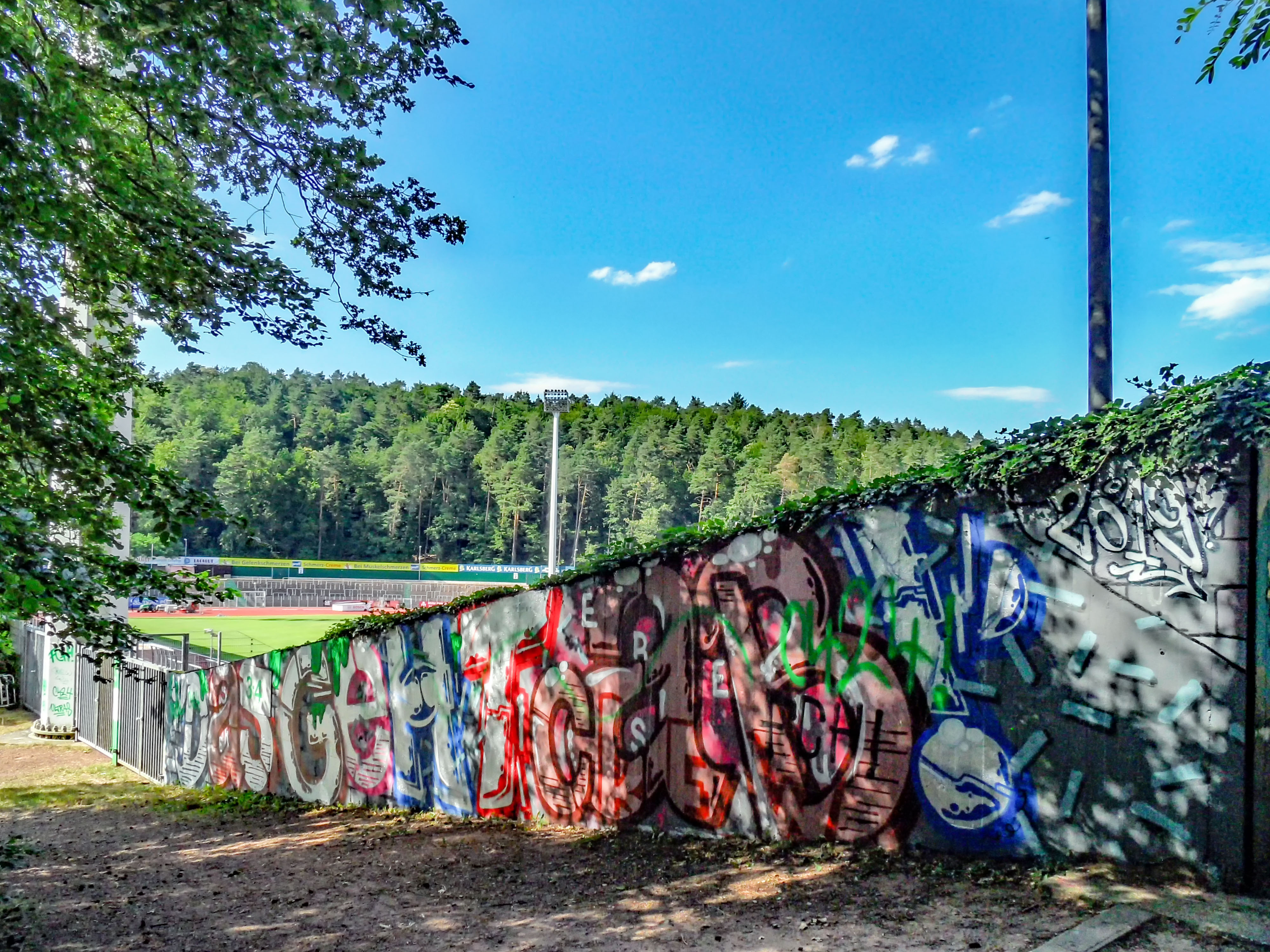
Murs de l'extérieur du stade
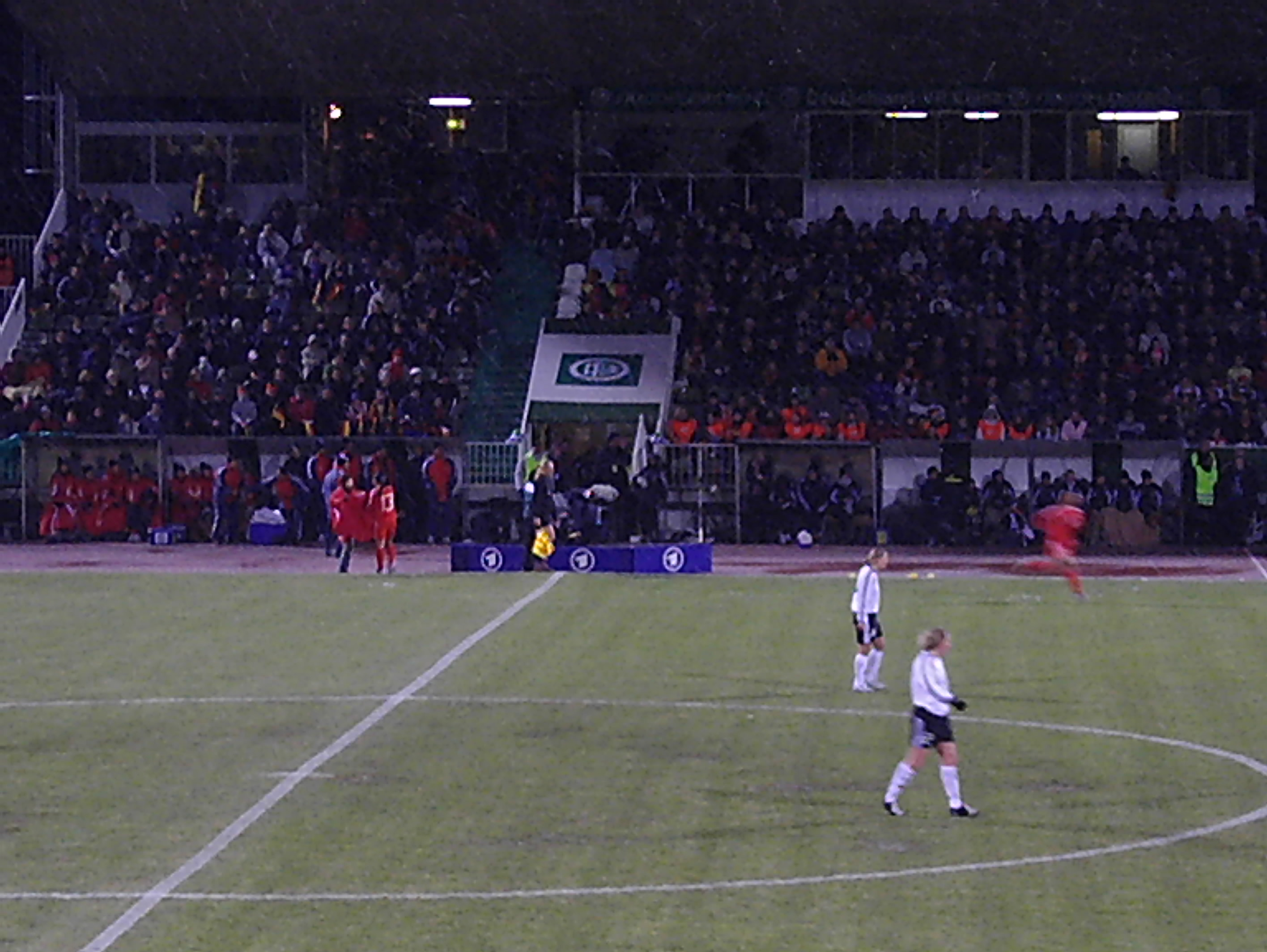
Match amical féminin Allemagne-Chine au stade en 2006